# Koszyszcze
Koszyszcze – była kolonia, a następnie gromada w gminie Kołki powiatu łuckiego województwa wołyńskiego II Rzeczypospolitej.
Według Pierwszego Powszechnego Spisu Ludności w 1921 roku kolonię zamieszkiwały 204 osoby (101 mężczyzn i 103 kobiety), z których 202 były wyznania rzymskokatolickiego, a 2 prawosławnego. 203 mieszkańców deklarowało narodowość polską, a jedna rusińską. W kolonii były wówczas 34 budynki mieszkalne.
Koszyszcze były polem walk grupy Legionów Polskich komendanta Józefa Piłsudskiego z Rosjanami od 29 września do 10 grudnia 1915. W walkach wyróżnił się Jerzy Bobotek.
Wśród pochowanych na miejscowym cmentarzu żołnierzy Legionów Polskich jest Stanisław Szumski.